# Alina Chamzina
Alina Chamzina (* 30. dubna 2002 Brno) je bývalá moderní gymnastka, aktivní reprezentantka ČR v letech 2015–2020.
S gymnastikou začínala v klubu ASPV Brno, později trénovala v SK TART MS Brno. Její první trenérkou v reprezentaci byla Zdenka Schinzelová.

## Sportovní úspěchy
V letech 2014–2019 získala 6x titul mistryně ČR jednotlivkyň, a 4 tituly mistryně ČR ve společných skladbách.
Jako reprezentantka České republiky se zúčastnila:
- Mistrovství Evropy 2015 v Bělorusku
- Mistrovství Evropy 2016 v Israeli (jednotlivkyně, juniorky – 19. místo ze 72 s kužely)
- Mistrovství světa 2018 v Bulharsku (34. Místo ze 149 s míčem)
- Mistrovství Evropy 2019 v Ázerbájdžánu, na kterém vybojovala, díky umístění v prvních 24, postup na finálové mistrovství Evropy v roce 2020[4][5]
- Mistrovství světa 2019 v Ázerbájdžánu (47. ze 112 celkově)
- Dále reprezentovala ČR a klub SK TART MS Brno na klubovém mistrovství světa v Tokiu v letech 2015 až 2018, v roce 2016 vybojovala 3. místo v kvalifikaci

V roce 2018 byla vyhlášena v Praze gymnastkou roku 2018. V roce 2019 byla vyhlášena 3. nejlepším sportovcem města Brna do 20 let.